# 有田鐵道

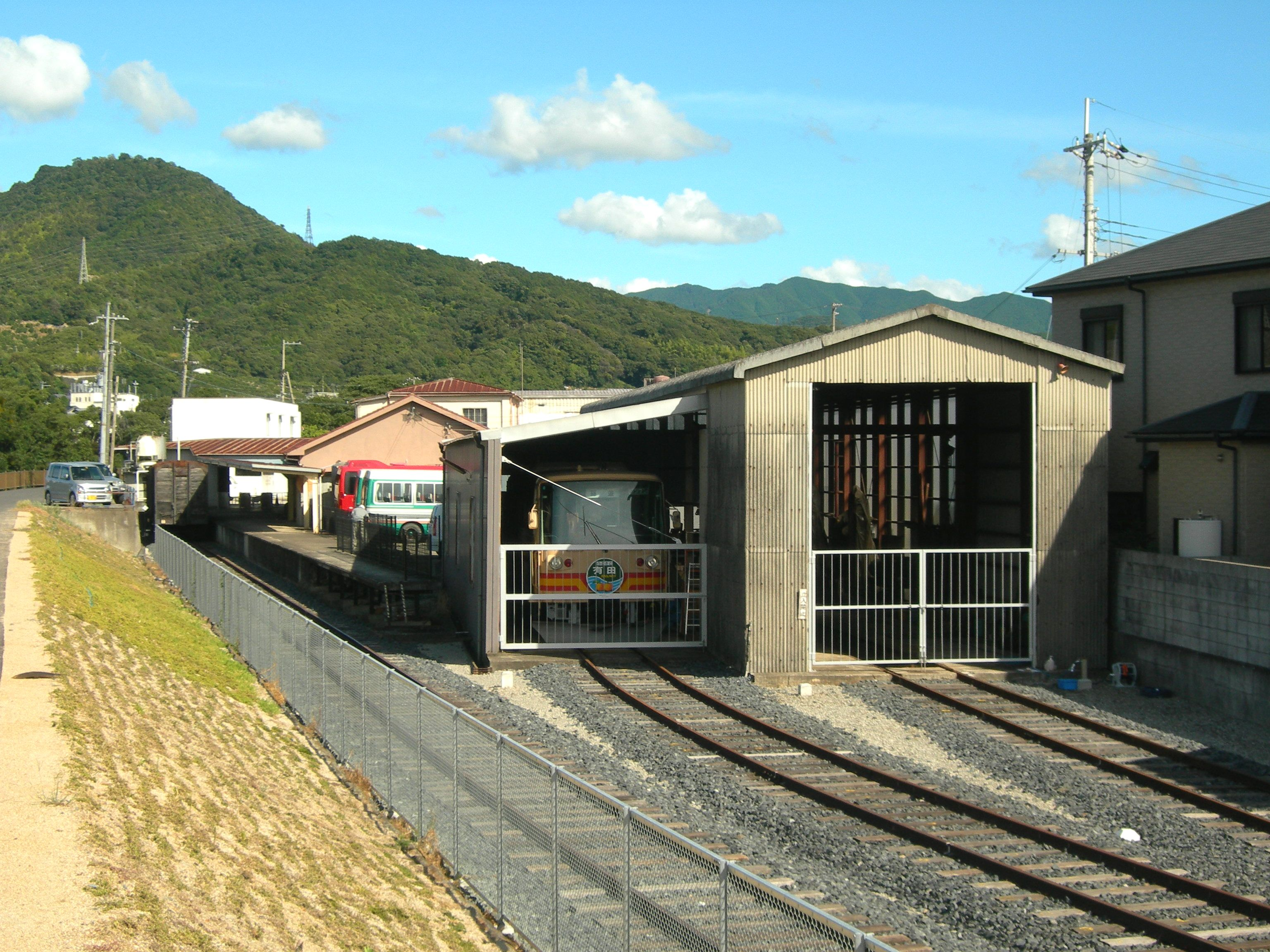
有田鐵道線的終點站——金屋口。雖然已經廢線多年，但有田鐵道仍保存了當年所使用的車庫、月台與調度場等設施（2010年攝）。

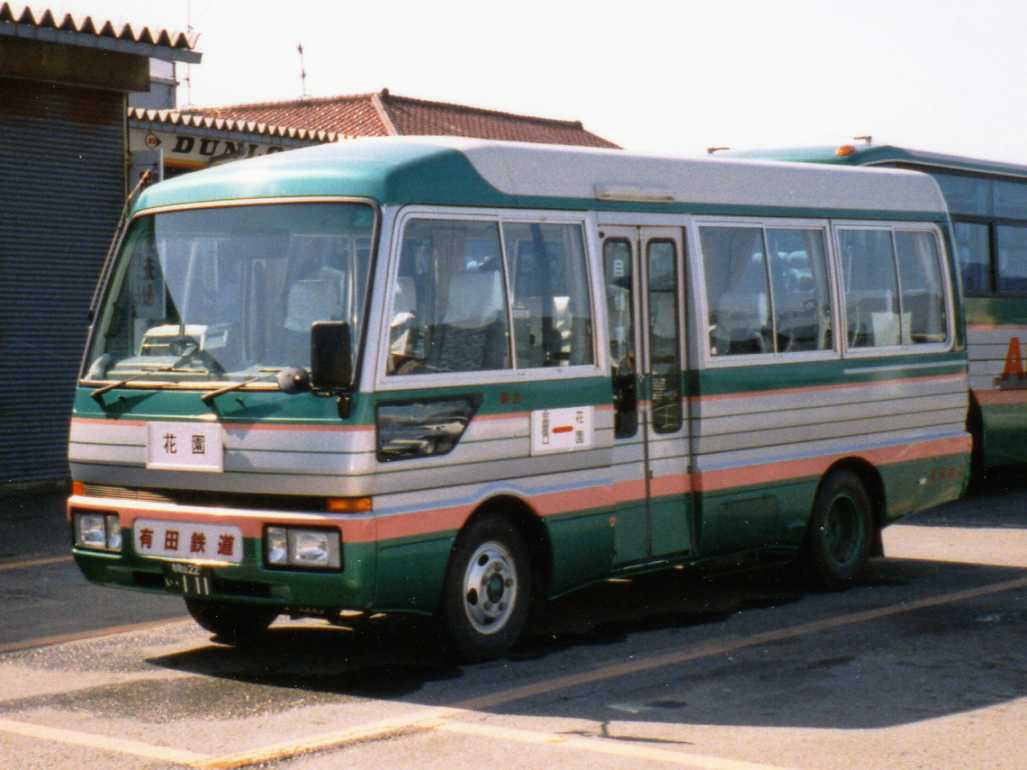
有田鐵道的一輛固定路線公車，攝於1996年。

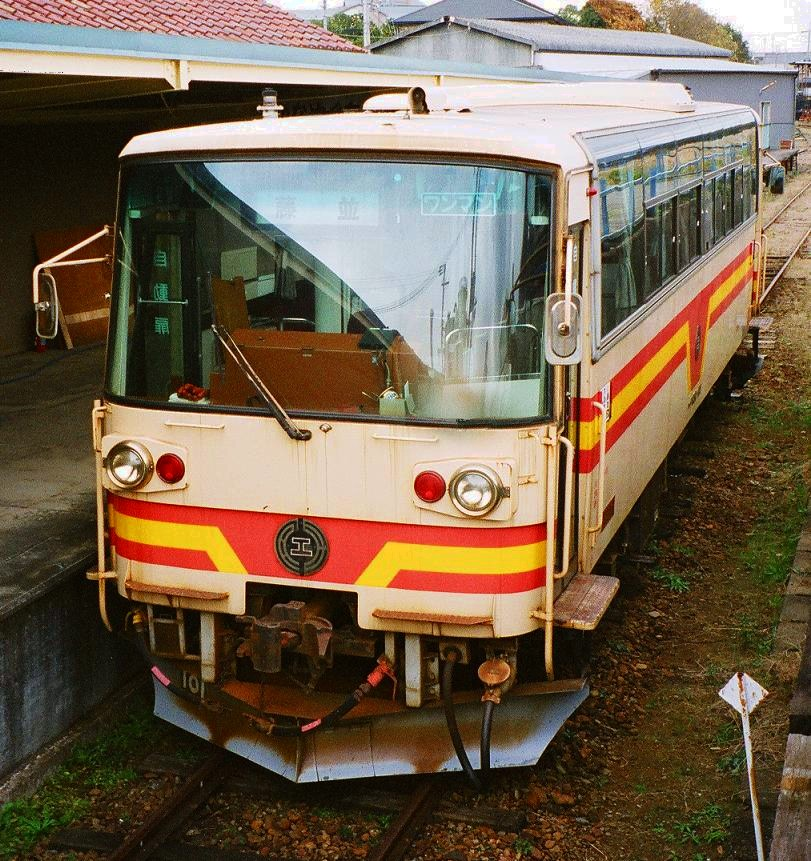
有田鐵道Haimo180型（ハイモ180）柴油客車，2002年時攝於金屋口車站內。

有田鐵道股份有限公司（日语：／ Arida Tetsudō */?），簡稱有田鐵道或有鐵，是一家總公司設於日本和歌山縣有田郡有田川町，主要從事遊覽車的出租服務但也有少部分公車路線的交通業者。創立於1912年（明治45年）、原名有田輕便鐵道的有田鐵道原本是以鐵路運輸起家，但其所經營的有田鐵道線已於2003年1月1日結束營業，僅保留公路客運相關的業務，但公司名稱內仍然保留了「鐵道」的字樣未隨之修改。

## 公路客運事業
有田鐵道主要是以和歌山縣作為營業範圍，擁有路線公車與出租巴士（包車）兩種營運型態。在總公司所在的有田川町、伊都郡葛城町（かつらぎ町）與和歌山市內各設有一個營業所，擁有數條固定公車路線。由於服務範圍之內多山路與狹窄的道路，因此有田鐵道大都使用小巴類型的車輛作為固定路線用車。
在和歌山縣的境內，同樣也存在一家總公司設在和歌山市、業務型態與有田鐵道非常類似的客運公司「有田交通」。但兩家名稱與業務相近的業者之間，並無任何實際關聯。

## 鐵路事業
以下路線已經停用。
| 中文線名   | 日文線名 | 起點 | 終點   | 距離（公里） |
| ---------- | -------- | ---- | ------ | ------------ |
| 有田鐵道線 |          | 藤並 | 金屋口 | 5.6          |

## 外部連結
- 有田鐵道官方網站 （页面存档备份，存于）（日語）